# Исаковцы (Шабалинский район)
Исаковцы — упразднённая деревня в Шабалинском районе Кировской области России. Входил в состав Панихинского сельсовета, ныне территория Гостовского сельского поселения.

## Название
Список населённых мест Вятской губернии 1859—1873 гг. упоминает два основных названия займища и два дополнительных: Исаковское и Лукичевское (Елесиха, Исаково). Подворная опись 1884—1893 гг — починок Исаковский (Лукичевский, Исаковы, Елесиха). В 1926 году всесоюзной переписью населения зафиксировано как Исаковцы, Лукичевский, Елесиха

## География
Местность, где находилась деревня, находится в западной части Кировской области, в пределах Волжско-Ветлужской равнины, в подзоне южной тайги. По данным середины XIX века, находилась в верховьях р. Ветлуги и её притоков, погранично с Костромской губернией (Вятская губерния. Список населенных мест по сведениям 1859—1873 годов. СПб, 1876).

### Климат
Климат характеризуется как континентальный, с продолжительной холодной снежной зимой и умеренно тёплым коротким летом. Среднегодовая температура — 1,6 °C. Средняя температура воздуха самого холодного месяца (января) составляет −13,8 °C; самого тёплого месяца (июля) — 17,5 °C . Безморозный период длится 89 дней. Годовое количество атмосферных осадков — 721 мм, из которых 454 мм выпадает в тёплый период.

## История
До упразднения уездно-губернского деления входила в состав Ключевской волости, Вятской губернии. При советской власти — в Панихинский сельсовет.

## Население
Подворная опись 1884—1893 гг. зарегистрировала 115 жителей, из них мужчин — 57,	женщин — 58.
По Всесоюзной переписи населения 1939 года — 56 человек.
Всесоюзная перепись населения 1959 года (предварительные итоги) зафиксировало постоянное население — 43 человека, из них мужчин — 20,	женщин — 23. Преобладающая национальность — русские.

## Известные уроженцы, жители
- Исаков, Семён Кузьмич (1902 — после 1984) — советский военачальник, полковник.

## Инфраструктура
Личное подсобное хозяйство с зоной сельскохозяйственного использования, индивидуальная застройка усадебного типа
. Подворная опись 1884—1893 гг. показала 13 дворов. К 1939 году — 19 хозяйств.

## Транспорт
Просёлочные дороги.